# José Ballivián
José Ballivián Segurola  (La Paz, Imperio español, 5 de mayo de 1805-Río de Janeiro, Imperio del Brasil, 6 de octubre de 1852) fue un militar y político boliviano. Fungió como presidente de Bolivia desde el 27 de septiembre de 1841 hasta su caída del 23 de diciembre de 1847.

## Biografía
José Ballivián nació en la ciudad de La Paz capital de la intendencia de La Paz, Real Audiencia de Charcas del Virreinato del Río de la Plata del Imperio español el 5 de mayo de 1805, en el seno de una aristocrática familia de La Paz, siendo sus padres Jorge Ballivián e Isidora Segurola Çelayarán, hija del brigadier Sebastián de Segurola-Çelayarán y Oliden. Fue sobrino de Dámaso Bilbao la Vieja a través de su antepasado en común Juan de Roxas. Se inició pronto en la carrera de las armas, quizás por un deseo vengativo pues su padre había muerto asesinado en La Paz por los rebeldes cuzqueños en 1814. En 1816 Mariano Ricafort llega a la ciudad para ajusticiar a las familias contrarias al régimen colonial, se aloja cómodamente en la casa de Ballivián donde llegan a congeniar muy bien y lo enlista en el Ejército Real en 1817, saliendo juntos de la ciudad. Regresó en 1818 como ayudante del intendente Sánchez Lima, el siguiente año, en convivencia con otros jóvenes militares, se plegó a la fuerza patriota del coronel José Miguel Lanza en Ayopaya. Después de una serie de circunstancias adversas a las tropas patriotas, regresó a La Paz por encargo del general Lanza.
José Ballivián se incorporó al Ejército de Bolivia, donde fue nombrado coronel. En 1828 estuvo presente durante la entrada a Bolivia del general peruano Agustín Gamarra y los acontecimientos vinculados al tratado de Piquiza. Ya bajo la presidencia del mariscal Andrés de Santa Cruz, Ballivián participó activamente en las campañas de la Confederación Perú-Boliviana, destacándose en las batallas de Yanacocha, Uchumayo y Socabaya.
En enero de 1831 Ballivián se casó con María Mercedes Coll Rivero, hija del español Andrés Coll Montorel y de la chuquisaqueña María Rivero Lemoine. Su padre era propietario de varias haciendas en Sorata y Tipuani, fue conocido por mostrarse contrario a las ideas de independencia del Alto Perú. Su madre provenía de la aristocrática familia Lemoine, esto convertía a María Mercedes en sobrina nieta de Joaquín Lemoine y en sobrina de Felipe Rivero y Lemoine. José Ballivián llegó a tener 10 hijos con su esposa, entre los que destacaría Adolfo Ballivián.
José Ballivián tuvo un papel destacado durante los años de la Confederación Perú-Boliviana. Después de la victoria confederada en la batalla de Paucarpata, fue apresado tras ser interceptado en alta mar por fuerzas enemigas y llevado prisionero a Santiago. Sin embargo, logró escapar gracias a una hábil estratagema a bordo del barco Andrómeda. Tras la caída del mariscal Andrés de Santa Cruz y el colapso de la Confederación Perú-Boliviana. Ballivián intentó establecerse como presidente el 7 de julio de 1839. Sin embargo, careció del respaldo necesario para consolidar su autoridad y, ante la presión, se vio forzado a exiliarse en el Perú.
En 1841, Ballivián se enteró de la amenaza del presidente peruano Agustín Gamarra, quien planeaba una segunda invasión a Bolivia. Decidió enfrentarlo, pero tan solo contaba con una pequeña tropa de soldados rebeldes, en su mayoría novatos. Mientras estaba en la frontera boliviana, fue sorprendido el 21 de junio de 1841 por su enemigo, el teniente coronel crucista Manuel Isidoro Belzu, quien logró derrotar al ejército de Ballivián. Frustrado por este revés, Ballivián buscó una alianza con Gamarra. Ambos acordaron un pacto: Gamarra ayudaría a Ballivián a enfrentar a Belzu, mientras que Ballivián facilitaría la invasión peruana a Bolivia. Con este acuerdo, la invasión se llevó a cabo en octubre de ese año.
Durante estos turbulentos eventos, la situación política en Bolivia se volvió aún más caótica. Cuando Ballivián llegó el 27 de septiembre de 1841 a Tiahuanaco, se proclamó presidente. Sin embargo, también lo hizo su enemigo, el mayor general José Miguel de Velasco, quien se estableció en Sucre con su ejército. Mientras tanto, el presidente en ejercicio aunque sin sustento, el abogado Mariano Enrique Calvo, permanecía en Sucre. En paralelo, Belzu se acuarteló con sus fuerzas en Cochabamba, consolidando un escenario de fragmentación política y militar en el país.
Ballivián, decepcionado por las promesas incumplidas de Gamarra, decidió romper el pacto y enfrentarlo. Para ello, buscó la ayuda de su rival político José Miguel de Velasco, reconocido como un patriota republicano. Este último accedió a cederle su ejército veterano, que ya contaba con comandantes experimentados, consistentes en los Batallones 7, 8, 12 y el Regimiento Bolívar conformado por 4 escuadrones de coraceros que incluían los correntinos. Gracias al aporte de Velasco, el ejército bajo el mando de Ballivián creció enormemente, fortaleciendo su posición militar.

## Batalla de Ingavi
La amenaza inminente de invasión por parte del presidente peruano Agustín Gamarra permitió a José Ballivián proyectarse como figura de centralidad política. En ese contexto de urgencia, las fuerzas políticas enfrentadas se unieron en torno a su liderazgo. El apoyo que Gamarra recibía de sectores afines al mariscal Andrés de Santa Cruz sirvió como argumento para justificar su ofensiva, al considerar a Ballivián un mandatario subordinado a los intereses del antiguo protector de la Confederación Perú-Boliviana.
José Ballivián enfrentó a las fuerzas peruanas en la batalla de Ingavi (o Incahuae), donde logró una victoria decisiva. En este enfrentamiento, el general Agustín Gamarra perdió la vida, marcando un hito histórico. Esta batalla es considerada un punto de inflexión en la historia de Bolivia, al consolidar la soberanía del país frente a la amenaza peruana. Dentro de la historiografía tradicional, este acontecimiento fue constantemente exaltado, tanto por autores afines como por opositores al gobierno de José Ballivián, quienes reconocieron su importancia decisiva en la defensa de la nación. Con esta contundente victoria, Ballivián no solo aseguró su posición, sino que también consolidó para siempre la independencia de Bolivia frente a las amenazas externas.

## Presidencia
Después de la batalla de Ingavi, Ballivián derrocó al presidente en ejercicio, Mariano Enrique Calvo, y asumió el gobierno de Bolivia, que ejerció entre 1841 y 1847. Durante su gestión dio continuidad a la labor organizadora iniciada por Santa Cruz.
En 1843 promulgó una nueva Constitución, reemplazando la Constitución de 1839 de José Miguel de Velasco. También impulsó la exploración del norte del país y creó el departamento del Beni, hasta entonces parte departamento de Santa Cruz. Reestructuró el ejército con notable eficacia, creó el banco de rescate minero y promovió significativamente el desarrollo de la minería. Asimismo, estableció varios puertos fluviales y consolidó una economía de exportación basada en el guano y la quina (cascarilla). También mostró interés por la educación femenina, promoviendo la apertura del primer colegio para mujeres con el apoyo de Dámasa Cabezón. 
Los conflictos entre Ballivián y Manuel Isidoro Belzu no cesaron, y se intensificaron cuando Belzu acusó al presidente de mantener relaciones amorosas con su esposa. Para alejarlo, Ballivián lo destinó a la frontera, pero Belzu se negó a obedecer la orden. En respuesta, y movido también por rencores personales, Ballivián lo despojó de sus méritos y lo dio de baja. Esta medida provocó la indignación del alto mando militar, que decidió sublevarse contra el presidente. Ante la revuelta, José Ballivián huyó por los techos del palacio. Su hermano, el coronel Mariano Ballivián, ingresó entonces con su ejército a la plaza Murillo para respaldarlo. Belzu, por su parte, finalmente huyó disfrazado. Poco después, el general Eusebio Guilarte Mole asumió la presidencia, pero fue derrocado a los diez días por el mayor general José Miguel de Velasco.
Luego de entregar el mando presidencial, Ballivián se fue a Chile de donde pasó al Brasil. Falleció el 6 de octubre de 1852 en Río de Janeiro. Sus restos fueron repatriados. El hijo de José Ballivián, Adolfo Ballivián, siguió los pasos de su padre y se convirtió en Presidente Constitucional de Bolivia en 1873.

## Homenajes
En homenaje al expresidente la provincia boliviana del General José Ballivián lleva su nombre en el departamento del Beni, así como la localidad de Puerto Ballivián, cerca a Trinidad.